# Ліланд (Мічиган)
Ліланд (англ. Leland) — переписна місцевість (CDP) в США, в окрузі Лілано штату Мічиган. Населення — 410 осіб (2020).

## Географія
Ліланд розташований за координатами 45°1′17″ пн. ш. 85°45′26″ зх. д. / 45.02139° пн. ш. 85.75722° зх. д. (45.021444, -85.757109).  За даними Бюро перепису населення США в 2010 році переписна місцевість мала площу 2,58 км², з яких 2,53 км² — суходіл та 0,06 км² — водойми.

## Демографія
Згідно з переписом 2010 року, у переписній місцевості мешкало 377 осіб у 195 домогосподарствах у складі 114 родин. Густота населення становила 146 осіб/км².  Було 471 помешкання (182/км²).
Расовий склад населення:
| - 97,9 % — білих - 1,3 % — азіатів |

До двох чи більше рас належало 0,3 %. Частка іспаномовних становила 2,7 % від усіх жителів.
За віковим діапазоном населення розподілялося таким чином: 13,8 % — особи молодші 18 років, 48,3 % — особи у віці 18—64 років, 37,9 % — особи у віці 65 років та старші. Медіана віку мешканця становила 59,1 року. На 100 осіб жіночої статі у переписній місцевості припадало 91,4 чоловіків;  на 100 жінок у віці від 18 років та старших — 85,7 чоловіків також старших 18 років.
Середній дохід на одне домашнє господарство  становив 109 722 долари США (медіана — 96 827), а середній дохід на одну сім'ю — 132 993 долари (медіана — 141 250). За межею бідності перебувало 3,9 % осіб, у тому числі 0,0 % дітей у віці до 18 років та 3,6 % осіб у віці 65 років та старших.
Цивільне працевлаштоване населення становило 232 особи. Основні галузі зайнятості: мистецтво, розваги та відпочинок — 20,7 %, роздрібна торгівля — 17,2 %, освіта, охорона здоров'я та соціальна допомога — 13,8 %, науковці, спеціалісти, менеджери — 12,5 %.